# 野崎町 (大阪市)
野崎町（のざきちょう）は、大阪市北区の町名。丁番を持たない単独町名である。

## 地理
北は神山町と南扇町、東は南扇町、南は西天満5丁目、西は太融寺町と兎我野町に隣接している。兎我野町とともに、寺町通りの北側に寺院が並ぶ天満西寺町の一部を含む。

### 地名の由来
西成郡北野村と川崎村の境界が当町付近で入り組んでいたため、両村の一字を取っている。

## 歴史
もと西成郡北野村と川崎村の各一部にあたるが、1886年（明治19年）に両村の境界入組が是正されて以降は全域北野村となった。1897年（明治30年）に大阪市北区に編入され、1900年（明治33年）4月の町名改正により野崎町となった。1978年（昭和53年）に西寺町の一部を編入。

## 世帯数と人口
2019年（平成31年）3月31日現在の世帯数と人口は以下の通りである。
| 町丁   | 世帯数  | 人口  |
| ------ | ------- | ----- |
| 野崎町 | 181世帯 | 315人 |

### 人口の変遷
国勢調査による人口の推移。
| 1995年（平成7年）  | 78人  | [ 5 ] |  |
| 2000年（平成12年） | 77人  | [ 6 ] |  |
| 2005年（平成17年） | 90人  | [ 7 ] |  |
| 2010年（平成22年） | 120人 | [ 8 ] |  |
| 2015年（平成27年） | 187人 | [ 9 ] |  |

### 世帯数の変遷
国勢調査による世帯数の推移。
| 1995年（平成7年）  | 38世帯  | [ 5 ] |  |
| 2000年（平成12年） | 37世帯  | [ 6 ] |  |
| 2005年（平成17年） | 50世帯  | [ 7 ] |  |
| 2010年（平成22年） | 78世帯  | [ 8 ] |  |
| 2015年（平成27年） | 130世帯 | [ 9 ] |  |

## 学区
市立小・中学校に通う場合、学区は以下の通りとなる。北区内の全ての市立中学校と、大阪市内の小中一貫校が対象で学校選択が可能（抽選を実施）。
| 番・番地等 | 小学校             | 中学校             |
| ---------- | ------------------ | ------------------ |
| 全域       | 大阪市立扇町小学校 | 大阪市立天満中学校 |

## 事業所
2016年（平成28年）現在の経済センサス調査による事業所数と従業員数は以下の通りである。
| 町丁   | 事業所数  | 従業員数 |
| ------ | --------- | -------- |
| 野崎町 | 159事業所 | 3,605人  |

## 施設
- 読売新聞大阪本社
- 報知新聞社 大阪本社
- 日本基督教団東梅田教会
- 野崎公園
- 蟠龍寺
- 冷雲院
- 夕願寺
- ライフ 太融寺店

## 交通

### 鉄道
- 地内に駅はなく、最寄り駅は地下鉄堺筋線「扇町駅」である。

### 道路
主要地方道
- 大阪市道大阪環状線（扇町通）

### 路線バス
大阪市営バス
- 寺町通り

## その他

### 日本郵便
- 〒530-0055[3]（集配局：大阪北郵便局[12]）